# Neosappaphis paradoxa
Neosappaphis paradoxa är en insektsart. Neosappaphis paradoxa ingår i släktet Neosappaphis och familjen långrörsbladlöss. Inga underarter finns listade i Catalogue of Life.